# Jean-Baptiste-Antoine Suard
Jean-Baptiste-Antoine Suard (Besançon, 15 gennaio 1732 – Parigi, 20 luglio 1817) è stato un giornalista francese.

## Biografia
Il 16 gennaio 1766 sposò Amélie Panckoucke, sorella di Charles-Joseph Panckoucke.
Fu editore del Journal étranger negli anni 1760-1762 e della Gazette littéraire d'Europe negli anni 1764-1766.
Suard frequentò molto i filosofi, soprattutto il barone d'Holbach, ed ebbe anche dei rapporti amichevoli con il marchese de Condorcet. Nel 1774 fu nominato membro della Académie française.
La sua opera Mélanges de littérature fu pubblicata nel 1803-1805.

## Opere
La sua fama si basava sia sul suo talento per la conversazione che sui suoi articoli di critica letteraria, non privi di ironia e finezza, ma che hanno conservato solo una notorietà piuttosto sfavorevole. Ha collaborato alle suddette raccolte periodiche, agli Archives littéraires de l'Europe e al Journal de Paris.
- Lettre écrite de l'autre monde, par l'A.D.F. (Desfontaines) à F. (Fréron), 1754
- Lettres critiques, 1758 contre les Mémoires de Trévoux e il Journal des savants
- Variétés littéraires ou recueils de pièces, tant originales que traduites, con François Arnaud, 1768-1769, 4 vol.
- Discours impartial sur les affaires actuelles de la librairie, 1777
- Lettres de l'anonyme de Vaugirard sur Gluck et Piccinni, en faveur de ce dernier
- Mélanges de littérature, 1803-1805, 5 vol.
  - volume 1
  - volume 2
  - volume 3
  - volume 4
  - volume 5
- De la liberté de la presse, 1814

Suard ha anche fatto diverse traduzioni dall'inglese. Ha curato Choix des anciens Mercure (1757-1764, 108 vol.) e la terza parte della Correspondance di Grimm (1813, 5 vol.).